# Amparafaravola
Amparafaravola est une commune urbaine malgache, chef-lieu du district d'Amparafaravola, située dans la partie centre-ouest de la région d'Alaotra-Mangoro.

## Histoire
La commune d'Amparafaravola, et son district, constitue la zone malgache la plus touchée de manière endémique par des pics épidémiques de peste bubonique (notamment avec des formes pulmonaires les plus graves) durant la période 2010-2015.